# Little Swanson River
Little Swanson River är ett vattendrag i Kanada.   Det ligger i provinsen Ontario, i den sydöstra delen av landet, 600 km nordväst om huvudstaden Ottawa.
I omgivningarna runt Little Swanson River växer i huvudsak blandskog. Trakten runt Little Swanson River är nära nog obefolkad, med mindre än två invånare per kvadratkilometer.